# Basílica de Sant Jordi (Praga)
La Basílica de Sant Jordi (en txec Bazilika sv. Jiří) és l'església més antiga que es conserva dins del Castell de Praga, República Txeca. La basílica va ser fundada per Vratislau I de Bohèmia l'any 920. Està dedicada a Sant Jordi. Principalment d'estil romànic, forma part de la col·lecció d'edificis que componen el castell, la capital política de la nació i el centre espiritual de l'estat txec.

## Història

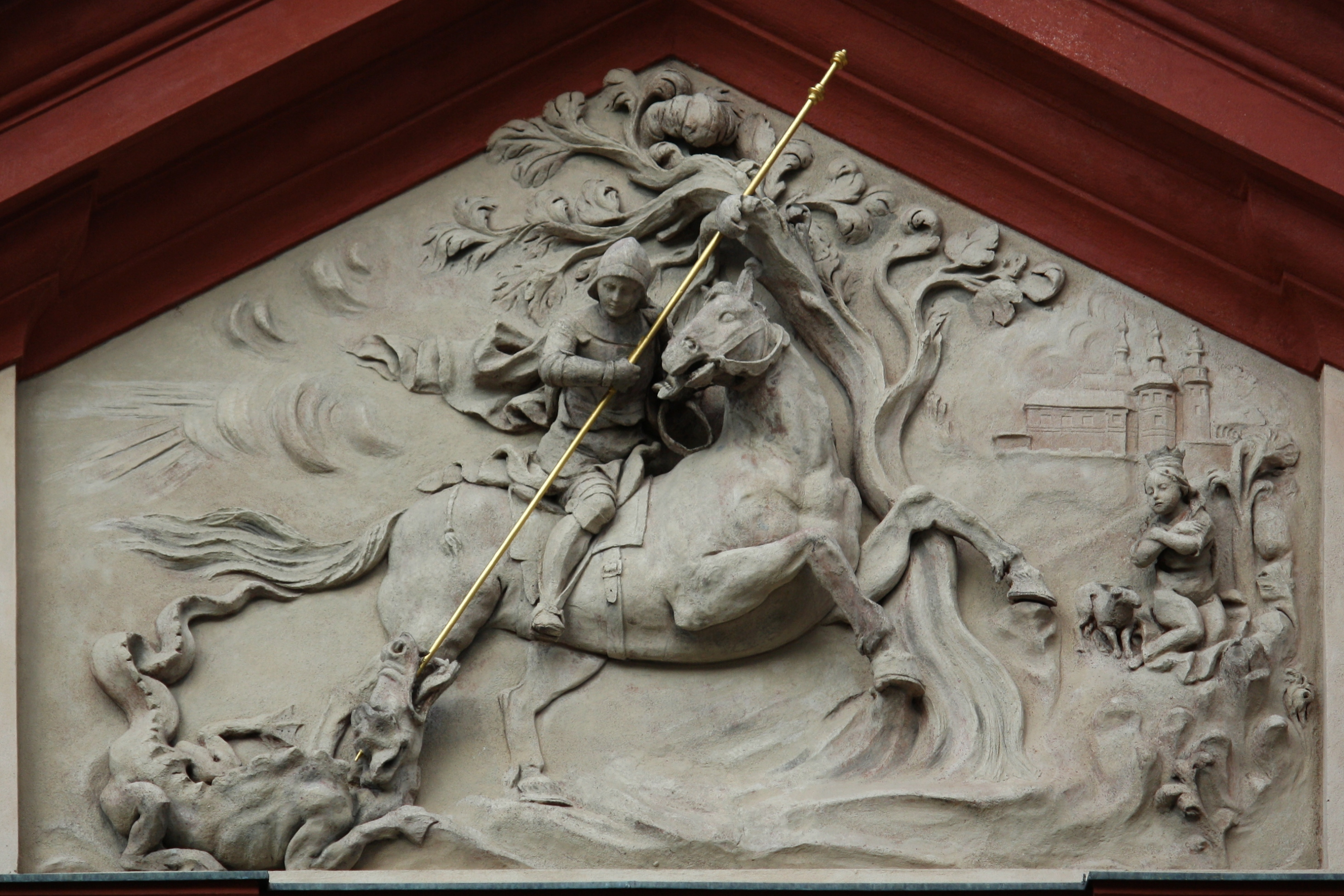
Relleu a la façana de ponent: Sant Jordi mata el drac

Consagrada l'any 921, la basílica és una de les esglésies més antigues de Praga construïdes en estil romànic. La construcció de l'església va ser iniciada per Vratislau I. En el moment de la mort de Vratislau l'any 921, l'església s'havia acabat però no consagrada. Venceslau I va completar el projecte i, a la seva mort, hi va enterrar la seva àvia, Ludmila de Bohèmia.
La basílica va ser destacada a l'inici de la difusió del cristianisme a Bohèmia. La seva col·legiata va ser central al territori fins a la fundació de l'arxidiòcesi de Praga l'any 973. L'any 976 es va aixecar el primer edifici de l'abadia benedictina de Sant Jordi al costat nord de la basílica, i la basílica va servir com a església abacial. L'edifici original de tres naus es va completar amb un cor, una tribuna per a les monges del convent i una cripta.
Fundat l'any 973 per Mlada, el convent de Sant Jordi es troba al costat de la basílica. L'abadessa d'aquesta comunitat tenia el dret de coronar la reina consort de Bohèmia.
El 1142, Conrad III va entrar a Bohèmia per reincorporar el seu cunyat Vladislau II com a duc. Conrad va assetjar el castell de Praga. Durant el setge, l'església i el convent van patir greus danys causats per un incendi. Els danys es van reparar entre el 1145 i el 1151 i en aquella ocasió es van afegir dues torres a l'església. La torre del nord, més petita, rep el sobrenom d'"Eva", mentre que la del sud, més gran, rep el sobrenom d'"Adam". La façana barroca data de finals del segle XVII.

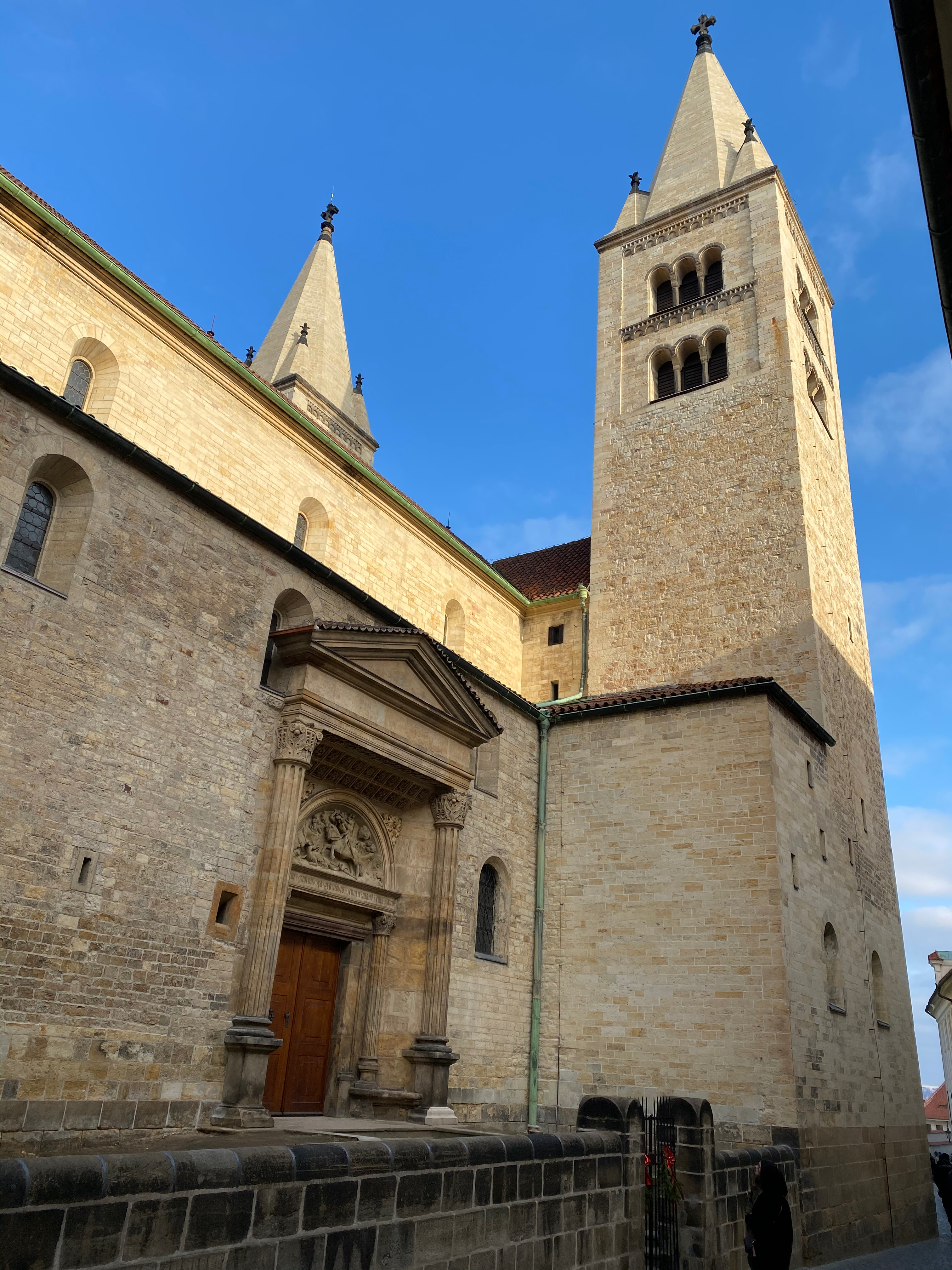
Campanar

En els anys 1364–1378 l'abadessa Elisabetta va completar la renovació de la capella de Santa Ludmilla en estil gòtic, mentre que l'altar de la capella va ser consagrat el 1371 per l'arquebisbe Jan Očko de Vlašim. Durant el segle XV, el monestir va ser devastat durant les guerres hussites i reconstruït després del retorn dels benedictins sota Segimon de Luxemburg. A principis del segle XVI es va construir un nou portal sud. Durant l'incendi de 1541, la basílica va tornar a cremar i va ser reconstruïda de nou. Entre 1608 i 1612, l'abadessa Sofia de Helfenburg va fer construir un gran cor per a les monges a la part occidental de la nau central. A finals del segle xvii es va construir la façana barroca, probablement sota la direcció de Francesco Caratti. Entre 1717 i 1722, la capella de Sant Joan Nepomucè va ser erigida per František Maxmilián Kaňka. Un baix relleu al portal sud de l'edifici representa Sant Jordi i el Drac.
A la dècada de 1780, l'estat dels edificis s'havia deteriorat quan Josep II va dissoldre les ordes monàstiques, i el monestir i la basílica van ser reutilitzats i utilitzats per l'exèrcit.
Amb l'excepció d'alguns elements de la façana i l'interior de l'església, la basílica ha mantingut l'estil romànic de la restauració després de l'incendi al castell de Praga el 1142.

## Interior

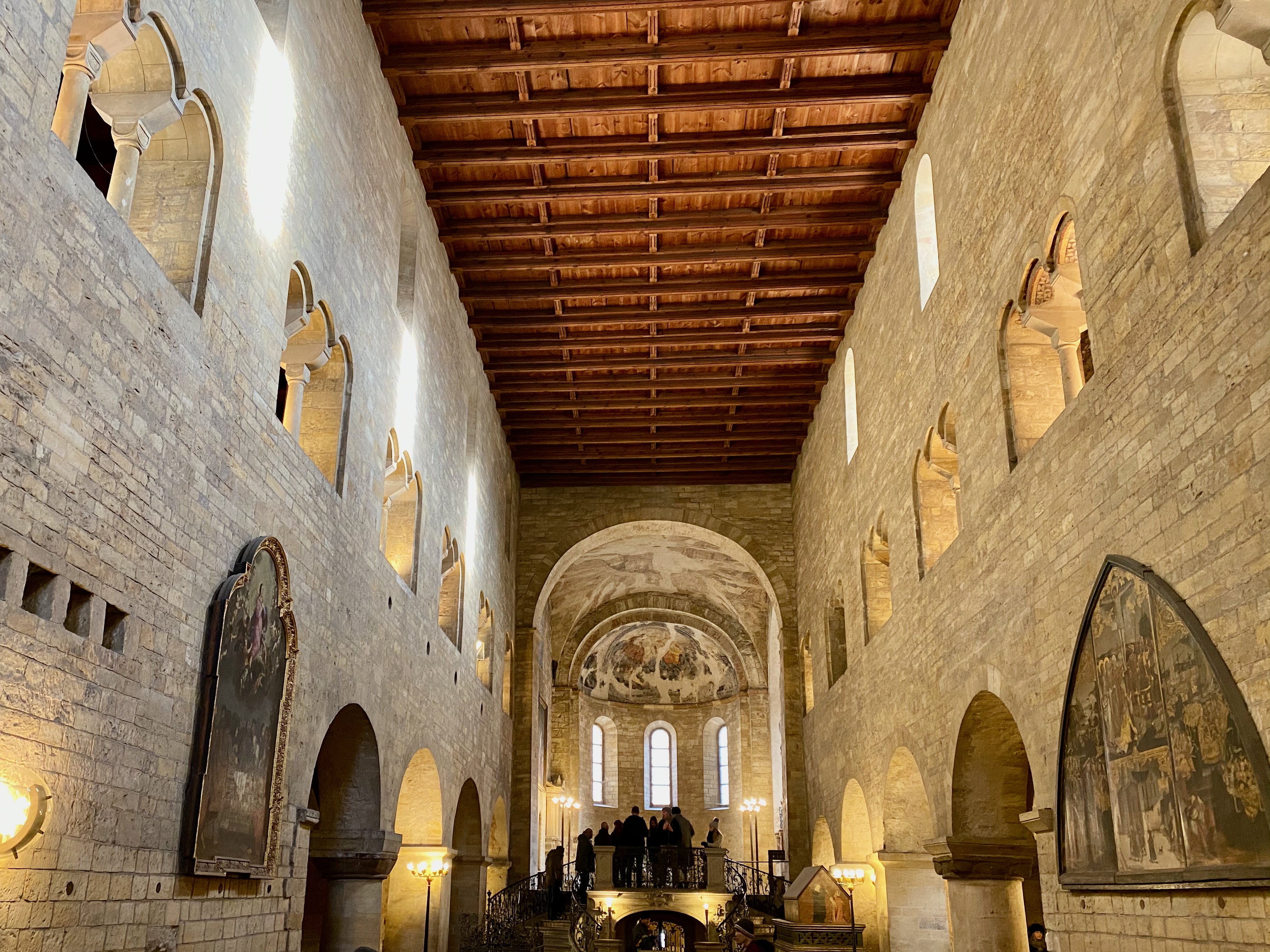
Interior

A diferència de les esglésies barroques i rococó de Praga, l'interior de la basílica és de bloc de pedra calcària senzill i auster. L'església és una basílica de tres naus amb dues torres situades a l'extrem oriental de l'església, al final de les dues naus laterals. Comença amb un presbiteri quadrat, i acaba en un absis. Hi ha una cripta de tres naus sota el presbiteri.
El mausoleu conté les tombes dels membres de la dinastia Přemyslid i les relíquies de molts sants.
Enterraments
- Ludmila de Bohèmia, àvia de Venceslau I i patrona del Regne de Bohèmia
- Vratislau I, duc de Bohèmia
- Agnès de Bohèmia
- Jaromír, duc de Bohèmia
- Oldřich, duc de Bohèmia
- Boleslau II, duc de Bohèmia
- Kunigunde de Bohèmia